# Бир-Али

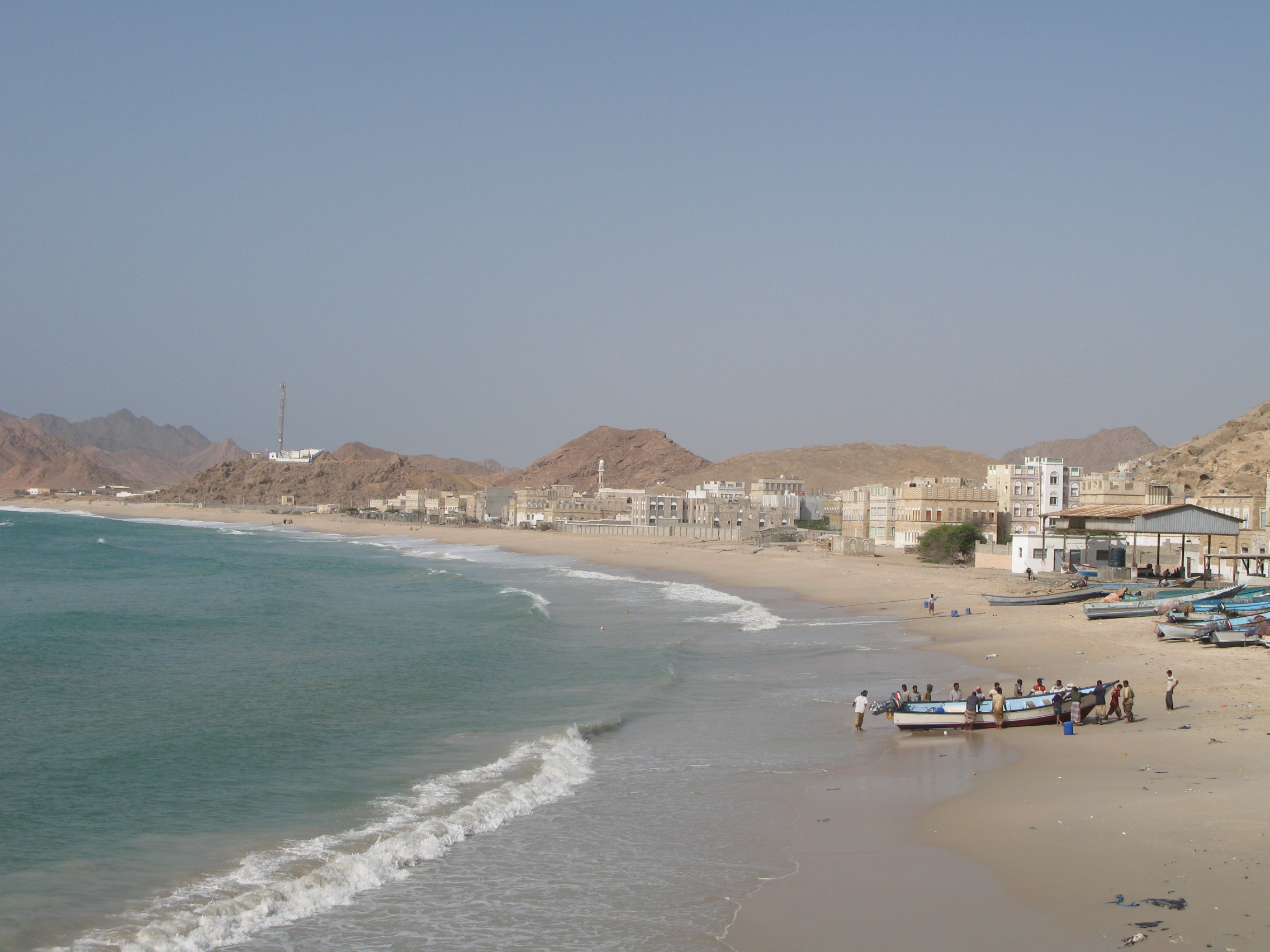
Бир Али. Май 2008 года.

Бир-Али (араб. بير علي‎) — рыбацкий посёлок или деревня в йеменской провинции Шабва на берегу залива Бир-Али в Аравийском море. С арабского название города переводится как «колодец Али».
Бир-Али расположился на магистральной дороге Атак — эль-Бейда — Аззан — Хаббан — Бир-Али — эль-Мукалла, примерно в 140 км к юго-востоку от города Атак, столицы мухафазы Шабва, и около 120 км от портового города Эль-Мукалла. В древности этот путь использовался караванами с ладаном из Омана в Средиземноморье, в связи с чем Бир-Али исторически был важным перевалочным пунктом.
Сегодня Бир-Али — это небольшой рыбацкий городок с населением 3000 жителей, имеющий длинный песчаный пляж, окружённый чёрными вулканическими холмами. Воздух Бир-Али представляет собой сухую пустыню с очень высокими летними температурами, достигающими 50°С.

## История
В древности на месте Бир-Али существовал хадрамаутский порт Кани (или Кана). Когда римляне в начале нашей эры взяли в свои руки морской путь в Индию и тем самым поставили под угрозу торговлю благовониями в прибрежных районах, которая велась через Аден, значение важного торгового центра приобрела бывшая столица Хадрамаутского царства Шабва. Поэтому ароматические смолы отныне приходилось доставлять в порт Кани, в 15 км западнее сегодняшнего посёлка Бир-Али, а оттуда — в Шабву. В Кани шли также благовония из Сомали и Эфиопии.
До 1830 года существовал Вахидский Султанат Бальхаф (иногда просто Султанат Вахиди) со столицей Хаббан. В 1830 году, после периода правления султана Абдаллаха бин Ахмада аль-Вахиди (1810—1830), единый султанат был поделён между его родственниками на четыре части:
1. Султанат Вахиди Бальхаф
2. Султанат Вахиди Аззан со столицей Аззан
3. Вилайет Вахиди Бир Али Амакин со столицей Бир Али
4. Султанат Вахиди Хаббан.[1]

В 1895 году в состав британского Протектората Аден вошел вилайет Вахиди Бир Али Амакин.